# Lophopodella thomasi
Lophopodella thomasi är en mossdjursart som beskrevs av Rousselet 1904. Lophopodella thomasi ingår i släktet Lophopodella och familjen Lophopodidae. Inga underarter finns listade i Catalogue of Life.